# Йосиф II
Йосиф II (Йозеф II, українізоване Йосип II (нім. Joseph II повне ім'я Josef Benedikt Anton Michel Adam; 13 березня 1741, Відень — 20 лютого 1790, там само) — король Німеччини з 27 березня 1764 року, обраний імператором Священної Римської імперії 18 серпня 1765 року, старший син Марії-Терезії. Самостійно правив, починаючи зі смерті матері 1780 року. 29 листопада 1780 року успадкував від неї володіння Габсбургів — ерцгерцогство Австрійське, королівства Богемське та Угорське, Королівство Галичини та Володимирії. Видатний державний діяч, реформатор, яскравий представник епохи освіченого абсолютизму.
Прихильник так званого освіченого абсолютизму. Проводив політику протекціонізму економіки країн і намагався створити єдиний внутрішній ринок. У 80-х роках провів ряд реформ державного управління, спрямованих на зміцнення монархії. З метою подальшої політичної централізації Йосиф II поділив країну на 15 округів, управління якими знаходилось в руках урядових комісарів. Йосиф II скасував монастирське землеволодіння, підпорядкував діяльність церкви інтересам держави, запровадив нову систему шкільної освіти, яка сприяла розвитку світської школи. У 1781 році видав патент (указ) про релігійну толерантність, який запроваджував свободу віросповідання і зрівнював у правах греко-католицьке і римо-католицьке духовенство.

## Біографія

### Йосиф II, Галичина та Буковина
Переконав матір, яка з «великою нехіттю» брала участь у «торгах» в Санкт-Петербурзі щодо поділу належних Речі Посполитій іншонаціональних земель, зайняти Галичину, Буковину, частину Волині.
1774 року як співрегент вперше відвідав коронний край. Переконався і ствердив, що тут переважає українське населення, польською є тільки шляхта. Підтримав матір в намаганні опікуватися русинами (українцями) після її розмови на початку 1775 року з о. Іваном Ґудзом — священником УГКЦ у Відні, першим посередником в перемовинах між галицькими русинами та імператорським двором.
У листопаді 1781 року видав тимчасовий закон, за яким панщина не повинна була тривати більше 3 днів на тиждень. 1786 року закон став постійним. Закон Йозефа II від 10 лютого 1789 року ліквідовував панщину.

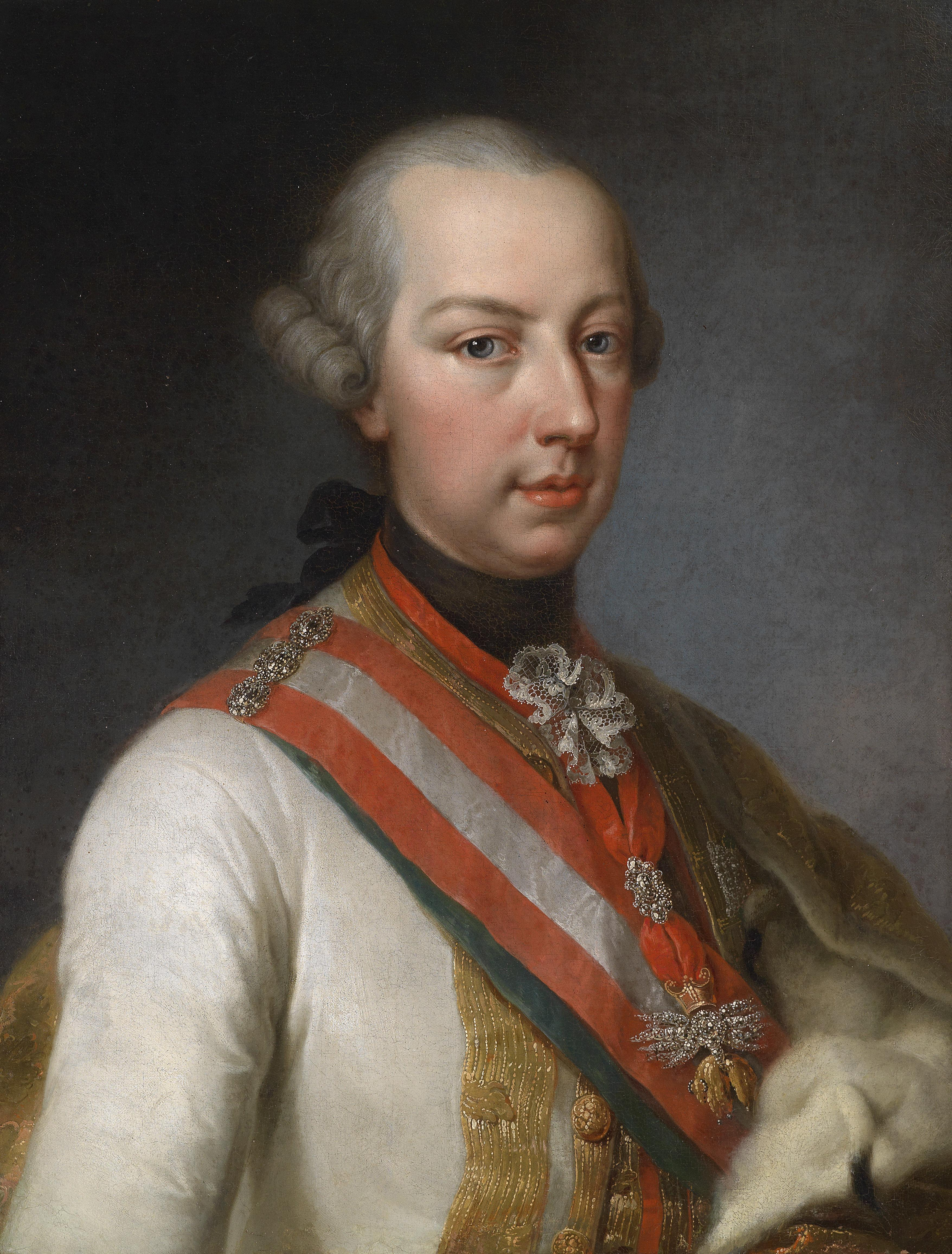
Йосиф II за часів співправління з матір'ю

## Співправитель матері
Після смерті батька Франца I Лотаринзького, обраного імператором, його було долучено матір'ю до управління австрійськими володіннями. Епоха їх спільного правління відзначилась широкою реформаторською діяльністю, оскільки необхідність реформ виявилась під час Семирічної війни, що поставила Австрію на край загибелі, а з-за кордону проникали просвітницькі ідеї французької філософії XVIII століття. Партія «просвіти» (Aufklärungspartei) все більше брала гору у літературі та навіть в урядових колах Австрії, попри консервативні погляди імператриці, й зрештою на чолі прихильників новизни виступив Йосиф II, за участі якого уряд Марії-Терезії полегшив становище селян, зміцнив державну владу, скасував орден єзуїтів, а також заборонив тортури. Тим не менше, політика Марії-Терезії, повна компромісів, не могла задовольнити її сина. Незважаючи на палку любов до матері, Йосиф II провів найкращі роки життя у глухій боротьбі з нею, що зрідка значно загострювалась (наприклад, з питання про віротерпимість).

## Самостійне правління
Лише після смерті матері, з 1780 року, мав цілком розв'язані руки для здійснення широких реформаторських задумів. Програма Йозефа II була послідовним вираженням системи освіченого абсолютизму. Сучасник коронованого філософа, Фрідріха II Пруського, був одним з найдієвіших людей свого часу, який, не шкодуючи ні себе, ні інших, цілковито виснажив себе роботою. Його численні подорожі були не тріумфальними прогулянками, а тяжкою працею добросовісного ревізора. Вникаючи у всі справи, відверто вірив у своє покликання вивести Австрію з відсталого стану шляхом реформ, що йдуть згори. Для цього потрібно було, як вважав, передусім, посилення державної влади, причому був послідовником давньої австрійській традиції посилення зовнішньої та внутрішньої могутності держави, бюрократичної централізації, об'єднання різнорідного складу монархії, скасування старовинних вольностей феодального походження та підпорядкування Церкви державі.
Його філантропічна діяльність досягала всіх знедолених, починаючи з селян, та закінчуючи сиротами, хворими, глухонімими, незаконно народженими. Разом з тим, абсолютно не сприймав сентиментальну та дещо відсторонену благодушність чуттєвого XVIII століття. За найменшого спротиву він проявляв значну жорсткість; у зовнішній політиці він керувався лише інтересами власної держави. У цьому сенсі впливав на дипломатію Марії-Терезії та відіграв ключову роль у першому поділі Речі Посполитої на користь Австрії.

### Релігійна політика
1781 року видав знаменитий указ 13 жовтня про віротерпимість та скасував ті монастирі й духовні ордени, що не сприяють справі народної просвіти або допомоги хворим (20 грудня). Церкву було поставлено у тісну залежність від держави, її зв'язок з римською курією значно обмежено. Народну освіту взято під нагляд держави, причому початкова освіта стала предметом особливої уваги. Католицька церква залишилась провідною, але православним, лютеранам й кальвіністам даровано громадянські права, а юдеї отримали деякі вільності. З 1782 року відхід від провідної віри перестав вважатись карним злочином, але свободу совісті уряд вирішив не запроваджувати у фанатичній країні: право вибору віросповідання було обмежено термінами та іншими перепонами, а до сектантів ставився іноді навіть жорстко.

### Селянська реформа

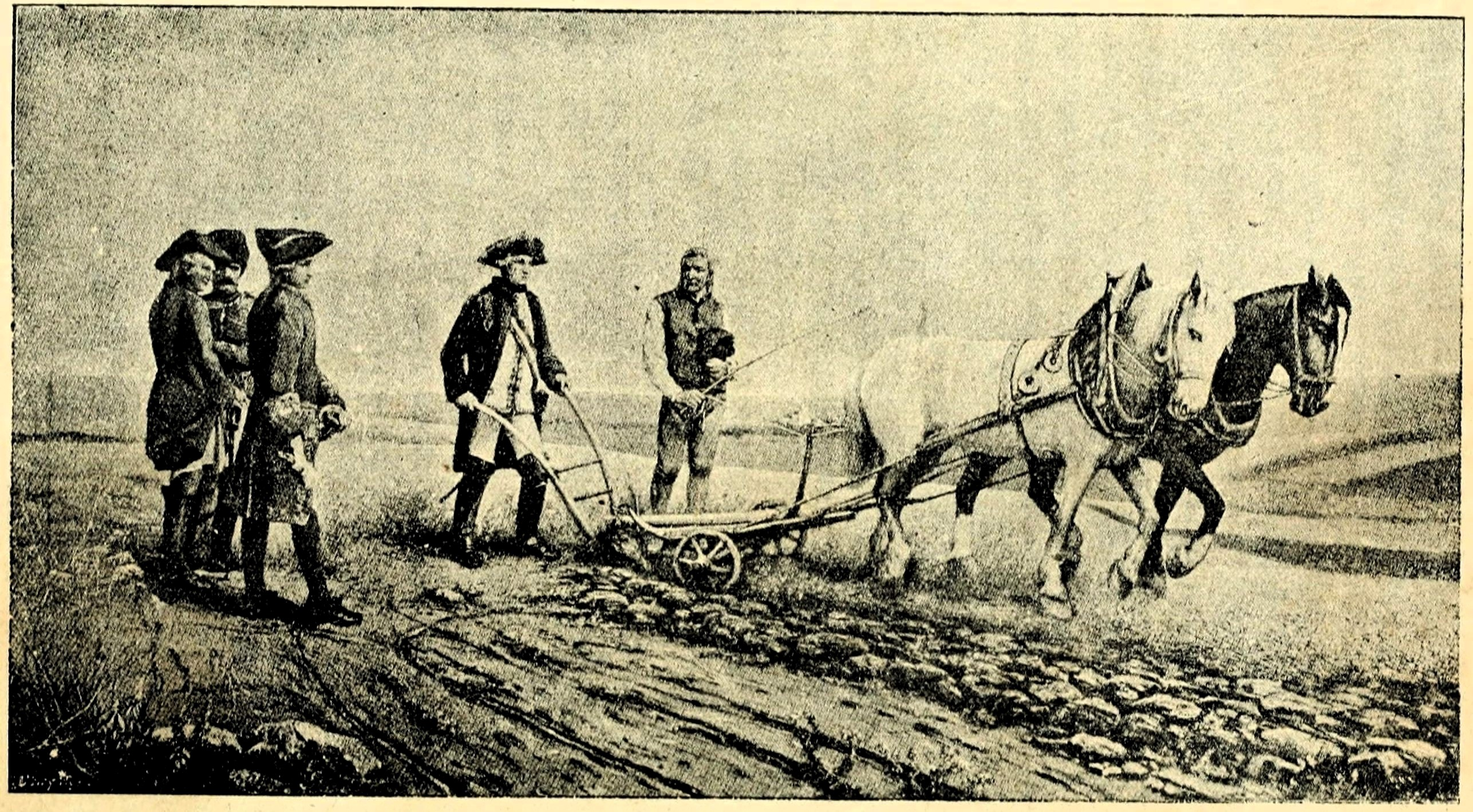
Йосиф II оре поле в Славіковицях

З іншим пережитком середньовіччя — феодалізмом — розгорілась така ж вперта боротьба. Скасовуючи привілеї магнатів та встановлюючи рівність всіх громадян перед законом, визнавав дворянство лише як службовий стан та дозволяв поповнення лав чиновництва. Скасував кріпосне право у Богемії (1 листопада 1781), потім — у решті провінцій, причому заохочував викуп селянських наділів.
Елементом сільської реформи стала т.з. Йосифинська колонізація для заселення німецьким колоністами монастирських земель та державних фільварків Галичини.
Задля підвищення добробуту сільського населення збирався встановити рівномірний поземельний податок, про що було сповіщено патентом 20 квітня 1786 року, але ці наміри здійснити не вдалось. Його політика викликала загальне невдоволення й розбилась, зустрівши супротив. Феодали та клерикали усіляко гальмували справу реформ, і хоча папа Пій VI марно здійснив подорож до Відня, із сподіванням остудити новаторський запал імператора, але щоденна протидія клерикалів не лишилась без результатів. Всі прошарки суспільства були обтяжені настійливою, суворою та подекуди безтактною регламентацією, манією бюрократичного втручання у всі сфери життя, починаючи з богослужіння й поховання, та закінчуючи носінням корсетів. Особливо важким було становище Йозефа II, коли проявлялось нетерпіння саме тих суспільних елементів, на користь яких він боровся, наприклад, коли обурились валаські селяни (1784). Причини невдачі Йозефа II слід шукати в спробі круто й безповоротно змінити традиційну політику Габсбургів: введенні централізації, нав'язуванні німецької мови, знищенні провінційних вільностей, заміні уламків станово-представницького устрою віденською бюрократією.
10 лютого 1789 року видав закон, яким повністю скасував панщину. Через його передчасну смерть не виконувався, Леопольд II скасував закон.

### Зовнішня політика
Разом з тим, не міг зосередити всю свою увагу на внутрішніх справах, оскільки постійно вплутувався до міжнародних конфліктів. Зважаючи на плани земельних придбань, не давав спокою сусідам, головним чином — старому супернику Австрії, прусському королю. Особливі переваги надавало Австрії приєднання Баварії, що забезпечило б їй володарювання у Німецькій імперії. Після невдалої спроби Марії Терезії (див.: Війна за баварську спадщину), у другій половині 1780-их років сподівався досягти мети шляхом поступки австрійськими Нідерландами; але його захоплення й безцеремонне поводження з дрібними володарями згуртували проти нього союз німецьких князів (Fürstenbund), з Фрідріхом II на чолі, тож довелось відмовитись від задуманого. Так само невдалою була сутичка Йосипа з Голландією, через судноплавство рікою Шельда. Найбільші сподівання покладав на союз із Російською імперією, розраховуючи на поділ Османської імперії. Особистий друг та палкий союзник Катерини II. Був заскочений зненацька, під час своєї другої подорожі до Росії, звісткою про повстання Бельгії. Нідерландська революція була викликана скасуванням історичних вільностей та суцільним руйнуванням закладів у краї, який ще нещодавно було запропоновано на обмін, як річ, на іншу країну; феодали та клерикали знайшли опору у демократичних елементах, й ані військова сила, ані проповідь з боку папи відносно покори, ані урочисті поступки уряду не змогли завадити цілковитому відходу Бельгії. З тих самих причин й того самого часу справи набували зловісного забарвлення й в Угорському королівстві, де об'єднувальна політика скасовувала історичні вільності, круто й насильно вводила німецьку мову, а магнати були налякані поспішними приготуваннями до введення поземельного податку на засадах фізіократії.

## Невдала війна та смерть

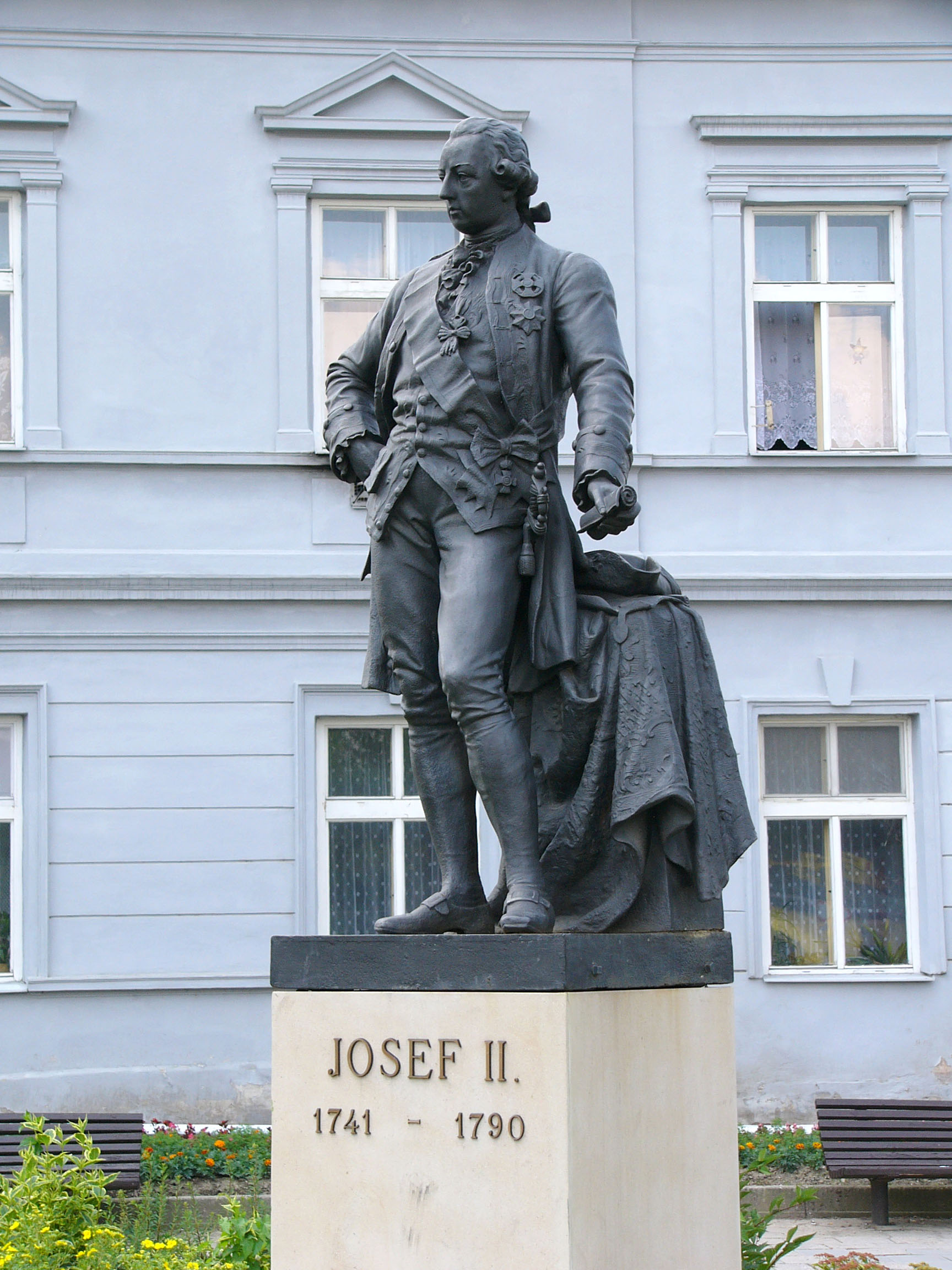
Пам'ятник в Унічові (Чехія)

Тим часом почалась російсько-турецька війна. Сподіваючись, що славою перемог відновить свій авторитет, не обмежився роллю союзника Росії, а рушив усі свої сили проти османів і сам очолив військо. Це фатальне для нього рішення було плодом любові до військової справи, що являла, разом із захопленням зовнішньою політикою, основне протиріччя в особистості невгамовного реформатора. Незабаром воєнні невдачі та смертельна хвороба, що спіткала його у поході, змусили повернутись до Відня, де імператор скасував всі зроблені ним розпорядження, окрім селянської реформи й закону про віротерпимість. На смертному ложі, попри тяжкі страждання, продовжував займатись державними справами до останнього дня й помер 20 лютого 1790 року з великою гідністю та силою.
Смерть Йосифа II була великим нещастям для Австрії, а зокрема для селянства.
Йозеф II помер, не лишивши прямих спадкоємців, через що його наступником став молодший брат Леопольд II, а після короткого царювання останнього — племінник Франц II.